# J.C.A. Carlsen-Skiødt
Jens Carl Adolph Carlsen-Skiødt (9. marts 1866 i Odense – 15. april 1950 smst) var en dansk gartner, forfatter og folketingsmedlem.
Carlsen-Skiødt debuterede allerede i 1880 som forfatter med et digt i Assens Avis. Han overtog i 1897 Krogsagergaard udenfor Odense, hvor han etablerede et handelsgartneri. Fra 1920–1939 var han folketingsmedlem. Forfattervirksomheden bestod bl.a. af børnebøger, ligesom Carlsen-Skiødt skrev i Indre Missions Tidende. 
Han er begravet på Assistens Kirkegård i Odense.